# En gammal skandal
En gammal skandal (The Daughter of Time) är en kriminalroman från 1951 av Josephine Tey. Första svenska översättningen utkom 1959.
Kommissarie Alan Grant ligger med skadad rygg och brutet ben och läser om de två unga prinsarna i Towern, som enligt traditionen mördades av sin farbror, kung Rikard III av England. Så framställer William Shakespeare det i sitt drama Richard III. Men var verkligen Rikard så ond som Shakespeare porträtterade honom? Och var han verkligen mördaren? Liggande i sängen kommer Alan Grant fram till en helt annan mördare.